# Paul Dukas
Paul Dukas (Parigi, 1º ottobre 1865 – Parigi, 17 maggio 1935) è stato un compositore francese, esponente dell'impressionismo musicale.

## Biografia
Dukas studiò al Conservatorio di Parigi con Théodore Dubois e Ernest Guiraud.
Vinse il Prix de Rome con la cantata Velléda, ma prima che come compositore fu noto come professore di Orchestrazione al Conservatorio di Parigi e all'École normale de musique, e come critico musicale. Nella tradizione musicale francese di inizio Novecento proseguì l'impegno di valorizzazione della musica di Richard Wagner già sostenuto precedentemente da César Franck. Si impegnò di introdurre il dettato impressionista nella struttura musicale, coniugando una notevole abilità tecnica con un'ispirata inventiva. I suoi slanci creativi tesero alla libertà creativa, ad un ideale di "lumière", particolarmente evidenziato nei lavori per pianoforte, quali la Sonata in mi bemolle minore (1900) e le Variazioni, Interludio e Finale, considerati modelli di riferimento del pianismo moderno.
La sua composizione più famosa, il poema sinfonico L'apprenti sorcier, ispirato alla ballata di Johann Wolfgang von Goethe Der Zauberlehrling, venne ripresa dal famoso film di animazione di Walt Disney Fantasia del 1940.
Scrisse anche un'opera lirica, Ariane et Barbe-bleue, ispirandosi ad un celebre poema di Maurice Maeterlinck come precedentemente aveva fatto Claude Debussy con il Pelléas et Mélisande. In questa opera emerse un simbolismo mescolato con un esoterismo spiritualistico.
Suoi famosi allievi furono Jehan Alain, Maurice Duruflé, Olivier Messiaen, Darius Milhaud e Joaquín Rodrigo.

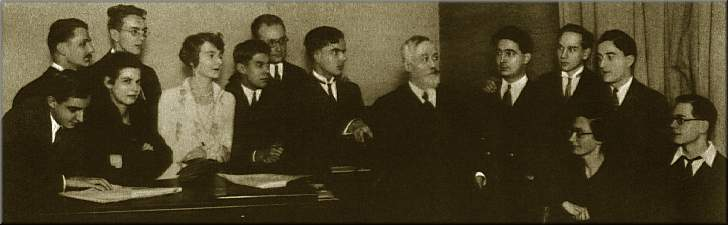
La classe di composizione di Paul Dukas nel 1929

## Produzione musicale
Di questo compositore oggi non è disponibile l'intero corpus compositivo: Dukas era un critico talmente severo verso se stesso che, nell'intento di lasciare un solo esempio di sue composizioni nei principali generi da lui sperimentati, in tarda età decise di distruggere molte sue opere non ritenendole degne di essere eseguite. 
Jacques Rivière in un suo scritto su Paul Dukas del 1910, paragonandolo con altri musicisti del tempo o connazionali ebbe a scrivere: «Sembra, come l'orchestra wagneriana, che voglia riempire in ogni istante una forma invisibile. - Ma Wagner, che è guidato da un profondo istinto drammatico, sa piegare la sua tensione; sa l'arte di predisporre attenuando; talvolta rinuncia un po'  delle sue risorse per preparare uno sboccio; la sua ricchezza, avendo altro fine che se stessa, a volte si dimentica di sé e consente a mostrare un viso smorto. Dukas al contrario  fa sbocciare continuamente in fuori tutta la sua scoperta; non ci mette affettazione, ma una specie di grave ingenuità. (...) E se Dukas impiega una tecnica diversa da quella di Debussy, questo non basta ancora di evitargli  il paragone col suo rivale. Quel sotterraneo, quell'acqua stagnante e profondissima e quel ritorno alla luce egli doveva descriverli. Ma come sono imprecisi e arbitrari! Dukas non ha quasi sensualità». All'inizio dello stesso saggio Rivière aveva parlato di un elemento importante nell'arte, la sincerità: «L'originalità di Dukas non si lascia definire di primo colpo. Non che sia molto complessa; ma non si cura di distinguersi a prima vista da ogni altra. C'è una grande onestà nel modo con cui questa musica accetta di somigliare ad altre, rifiuta di dissimulare le sue parentele sotto l'esagerazione delle sue differenze. Poiché la sua sincerità le dà una coscienza tranquilla, essa è salda e saggia».
Le sue composizioni principali sono le seguenti.

### Opera e teatro musicale
- Ariane et Barbe-bleue, opera lirica in 3 atti (prima rappresentazione il 10 maggio 1907 all'Opéra-Comique di Parigi)
- La Péri, balletto in un atto unico (prima rappresentazione il 22 aprile 1912 al Théâtre du Châtelet di Parigi, coreografie di Ivan Clustine)

### Musica sinfonica
- Götz von Berlichingen (1883), ouverture
- Polyeucte (1891), ouverture
- Sinfonia in do maggiore (1896)
- L'apprendista stregone (1897)

### Musica per pianoforte
- Variations, interlude et finale sur un thème de Rameau (1899-1902)
- Sonata in mi bemolle minore (1899-1900)
- Prélude élégiaque sur le nom de Haydn (1909)
- La plainte, au loin, du faune... (1920)

### Altro
- Hymne au soleil, per coro orchestra (1888)
- Velléda, cantata per 3 voci e orchestra (1888)
- Sémélé, cantata per 3 voci e orchestra (1889)
- Villanelle, per corno e pianoforte (1906)
- Vocalise-étude "Alla gitana", per voce e pianoforte (1909)